# Tinea euzela
Tinea euzela är en fjärilsart som förekommer i Indien och som beskrevs av Edward Meyrick 1916. Arten ingår i familjen äkta malar. Inga underarter finns listade.